# Prut (flod)
 Denne artikel omhandler floden Prut. Opslagsordet har også en anden betydning, se Prut.
Prut (rumænsk: Prut; ukrainsk: Прут, tr. Prut) er en flod i Sydøsteuropa, der udgør størstedelen af grænsen mellem Rumænien og Moldova. Den har sit udspring på den nordlige skråning af Hoverlabjerget i Beskiderne i Østkarpaterne i Ukraine, og løber sammen med Donau ved Giurgiuleşti i Moldova kort før denne når Sortehavet.
Den største by ved Prut er Tjernivtsi i Ukraine.

## Navn
Floden var i antikken kendt som Pyretus (oldgræsk: Πυρετός, tr. Puretós), Hierasus (Ιερασός) eller Gerasius.

## Biosfærereservat
Et område af den nedre del af floden på 147,71 km², blev i 2018 udpeget til Biosfærereservat under UNESCOs Menneske og biosfære-program. Det er i den sydlige del af landet, og omfatter områder ved Prut-floden og søer på flodsletten. To tredjedele af områdets udgøres af Beleusøen. Vådområderne der strækker sig langs Prut-floden består af en mosaik af vand-, eng- og skovøkosystemer.